# サンリオウェーブ
株式会社サンリオウェーブ（英: SANRIOWAVE CO., LTD.）は、かつて存在したキャラクタービジネスやインターネットサービス、外食事業などを手がけたサンリオの子会社。東京都品川区に本社を置いていた。
2018年10月1日、親会社のサンリオに吸収合併された。

## 主な事業
- キャラクタービジネス - キャラクター製品の原型の製作、商品の企画・デザイン・製造を行うほか、卯野たまごがデザインしたあんパンの飾りのゴマをモチーフとしたキャラクター「ゴマティブ」、サンリオキャラクターと魔法少女アニメを融合させた「魔法少女マジカルりおんちゃん」、POPや西又葵、OKAMAなど著名イラストレーターが超キティラー（ハローキティの愛好家）を描く「ハローキティといっしょ!」などを展開する。「ハローキティといっしょ」は2009年8月に開催されたC76よりコミックマーケットに出展、従来のサンリオキャラクターとは異なる市場の開拓を目指している[2]。
- インターネットサービス - @niftyのプライベートブランド・インターネットサービスプロバイダとして、キャラクターを活用した付加サービスや会員制ブロードバンドサービス「SanrioBB」、モバイルサイトの運営などを行う。
- 外食事業 - 東京品川と大阪心斎橋にて石鍋裕のプロデュースによる「BOBOS」、東京上目黒の焼肉店「虎の穴」、長野県軽井沢町のハンバーグレストラン「スターグリル軽井沢ハンバーグ」の3業態4店舗を展開。